# Massacre de Celle
 (octobre 2024).
Si vous disposez d'ouvrages ou d'articles de référence ou si vous connaissez des sites web de qualité traitant du thème abordé ici, merci de compléter l'article en donnant les références utiles à sa vérifiabilité et en les liant à la section « Notes et références ».

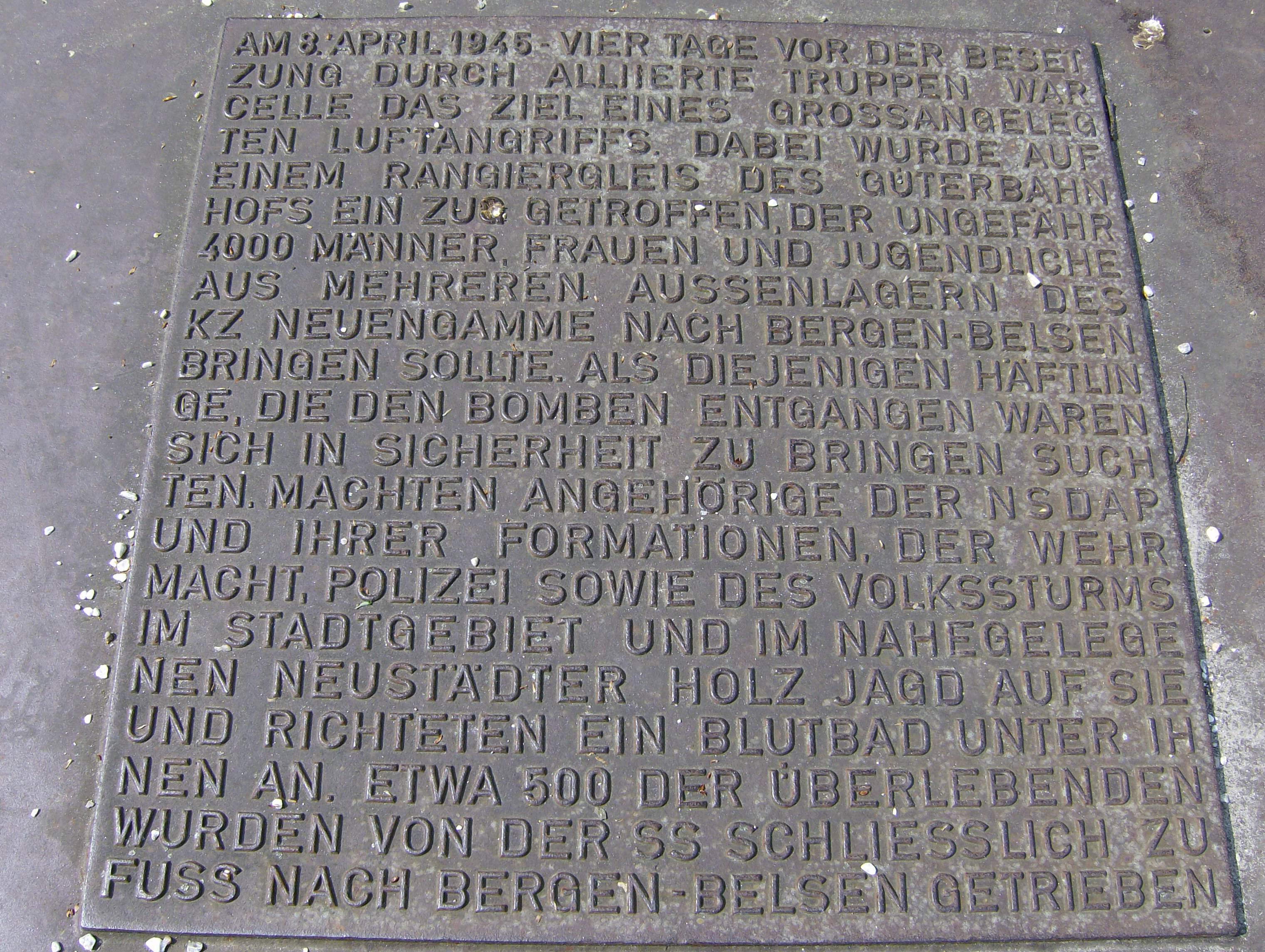
Plaque commémorative de la « chasse aux lapins » de Celle.

Le massacre de Celle a lieu du 8 au 10 avril 1945, quand 200 à 300 détenu(e)s des kommandos extérieurs de Salzgitter-Drütte, Salzgitter-Bad (Neuengamme) et Holzen (Büchenwald), survivants d'un bombardement aérien qui a touché leur convoi en gare de Celle, sont pourchassés et assassinés par les SS, les SA la police, la Wehrmacht, le Volkssturm, les jeunesses hitlériennes et une partie de la population locale, au terme d'une chasse à l'homme restée dans les mémoires comme  la « Celler Hasenjagd » (la chasse aux lapins de Celle).

## Bombardement du convoi
Le 7 avril 1945, les détenus des kommandos extérieurs Salzgitter-Drütte et Salzgitter-Bad, rattachés au camp de concentration de Neuengamme, ainsi que des prisonniers du camp de Holzen (dépendant de Büchenwald) sont embarqués dans un train de marchandises qui se dirige vers le Nord.
Au soir du 8 avril, le convoi, stationné à côté d'un train de munitions et transportant 3 420 détenus, est touché par un bombardement américain en gare de Celle, à une vingtaine de kilomètres au sud de Bergen-Belsen. On estime que la moitié des déportés périssent dans l'explosion,.

## La «chasse au lapins de Celle»
Dans les heures et les jours qui suivent, les rescapés, dont la plupart se cachent dans la zone boisée de Neustädter Holz, sont pourchassés par les SS, la Wehrmacht, des pompiers, des miliciens et la population locale et les membres des organisations associées au parti nazi.
Un habitant de Celle qui avait 13 ans à l'époque, se souvenait en 1989 :

« ... des hommes en pantalons et vestes rayées gris-bleu, sautant dans les champs comme des lièvres, les SS et les Sa leur tirant dessus et tout à coup, comme dans une chasse aux lapins, des groupes de sept, huit, parfois un seul, parfois toute une bande débouchant des haies. »

— Témoignage de Wilhelm Sommer.
200 à 300 détenus sont ainsi abattus dans leur fuite.
Le 9 avril, alors que la chasse à l'homme continue, les 1 100 déportés qui ont été repris sont rassemblés dans un champ et une trentaine, accusés de pillage, sont exécutés sur place.
500 rescapés en état de marcher sont escortés à pied vers Bergen-Belsen, les traînards étant exécutés au bord de la route.
300 détenus, hommes et femmes, trop faibles pour marcher, sont abandonnés dans les baraquements de la Heidekaserne de Celle, où les survivants sont libérés le 12 avril par les troupes britanniques,.

## Arrivée des Britanniques
La ville est prise le 12 avril par les unités du 8e corps de la 2e armée britannique, dont les soldats découvrent le camp improvisé de la Heidekaserne,.

« A Celle, la 15ème Division écossaise a découvert un camp de concentration petit mais horrible, un microcosme de Belsen, où se trouvaient quelques centaines de morts et de mourants. Les habitants de Celle professaient une ignorance totale de ce qui s'était passé chez eux. Le Colonel F.M. Richardson entreprit de leur faire prendre la mesure de la réalité. Il fit en sorte que les habitants de Celle s'occupent des cadavres, et qu'ils fournissent aux survivants vêtements, provisions et soins médicaux. »

## Procès
Entre décembre 1947 et mai 1948, quatorze accusés sont jugés par un tribunal britannique : sept sont acquittés, trois sont condamnés à mort, les autres sont condamnés à de longues peines de prison. Une peine de mort sera révoquée en appel et les deux autres commuées en peines de prison. Avec les remises de peine, tous les condamnés auront été relâchés avant 1953.

## Mémorial

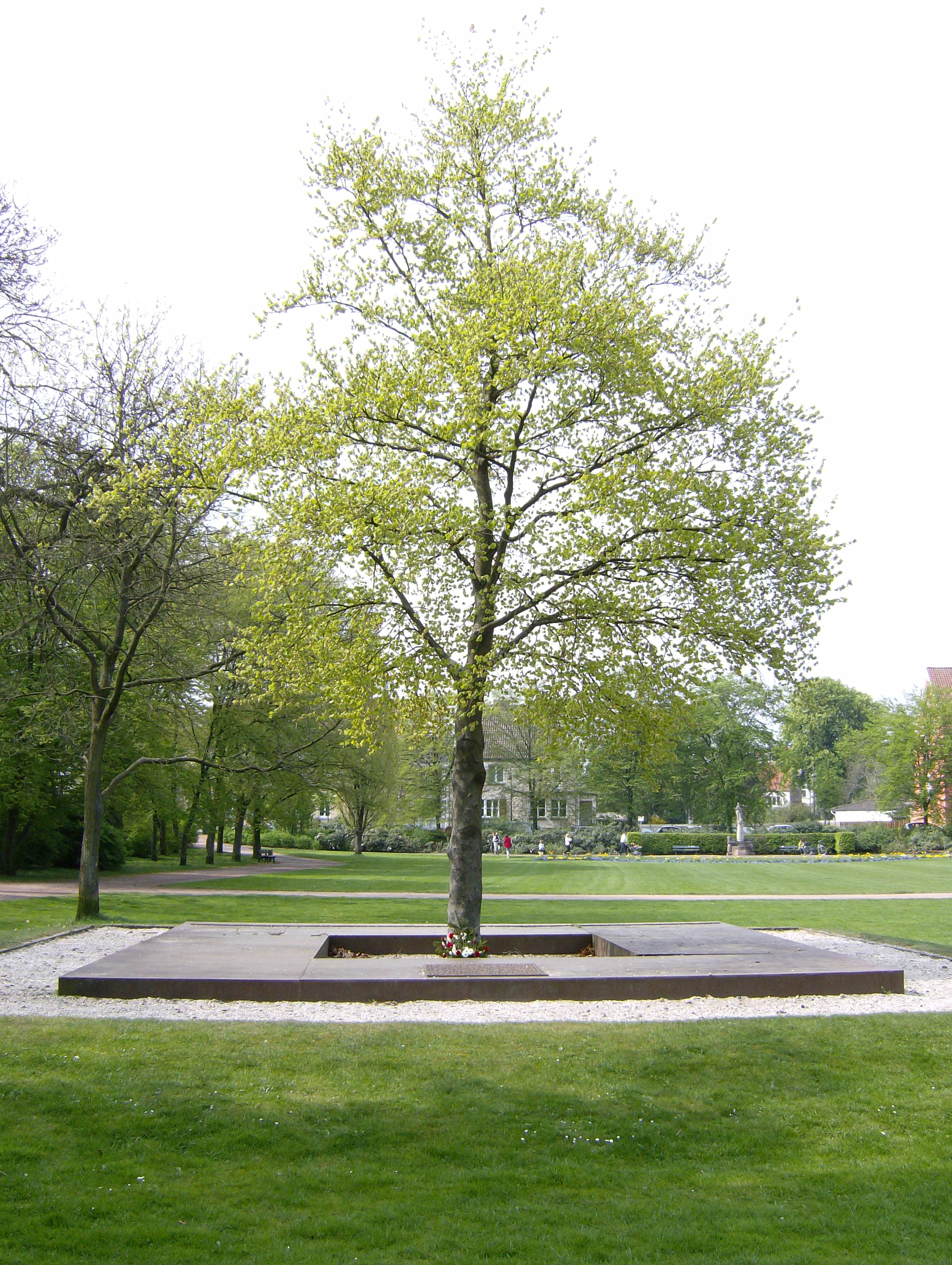
Arbre du souvenir.

En 1946, les autorités municipales, sollicitées par les associations et les familles des déportés, lancent un appel aux témoins pour localiser les corps des victimes, enterrées à la hâte dans les environs de Neustädter Holz et le long de la route de Bergen-Belsen. Leur objectif est de rassembler les dépouilles et de créer un mémorial dans le cimetière de Celle. Début 197, plus de 300 corps ont été exhumés et ensevelis dans le cimetière communal. Ce travail macabre est effectué par des prisonniers de droit commun, et la Municipalité de Celle demande le remboursement des frais engagés aux autorités régionales. La souscription lancée par les autorités n'ayant pu recueillir les fonds suffisants, le mémorial envisagé au cimentière ne sera jamais édifié.
Depuis 1992, un mémorial, œuvre de l’artiste Jonny Lucius, est édifié dans le Triftanlagen, entre la gare de Celle et le centre-ville : une plaque y rappelle succinctement le contexte.

« Le 8 avril 1945, quatre jours avant l'occupation par les troupes alliées, Celle fut la cible d'un raid aérien à grande échelle. Un train qui devait transporter environ 4 000 hommes, femmes et jeunes de plusieurs sous-camps du camp de concentration de Neuengamme vers Bergen-Belsen a été heurté sur une voie de garage de la gare de marchandises. Alors que les prisonniers qui avaient échappé aux bombes tentaient de se mettre en sécurité, des membres du NSDAP et de ses formations, de la Wehrmacht, de la police et du Volkssturm les pourchassèrent dans la ville et dans les environs de Neustädter Holz et y commirent un massacre. Environ 500 survivants ont finalement été conduits à pied à Bergen-Belsen par les SS. »

— Inscription sur la plaque commémorative.